# Cayuga (Dakota du Nord)
La ville américaine de Cayuga est située dans le comté de Sargent, dans l’État du Dakota du Nord. Selon le recensement de 2010, sa population s’élève à 27 habitants.

## Démographie
| 1910 | 1920 | 1930 | 1940 | 1950 | 1960 |
| ---- | ---- | ---- | ---- | ---- | ---- |
| 175  | 182  | 219  | 196  | 178  | 195  |

| 1970 | 1980 | 1990 | 2000 | 2010 | - |
| ---- | ---- | ---- | ---- | ---- | - |
| 116  | 75   | 60   | 61   | 27   | - |

## Source
- (en) Cet article est partiellement ou en totalité issu de l’article de Wikipédia en anglais intitulé « Cayuga, North Dakota » (voir la liste des auteurs).